# Spilosmylus collarti
Spilosmylus collarti är en insektsart som först beskrevs av Navás 1930.  Spilosmylus collarti ingår i släktet Spilosmylus och familjen vattenrovsländor. Inga underarter finns listade i Catalogue of Life.